# 廷伯希爾鎮區 (堪薩斯州波旁縣)
廷伯希爾鎮區（英語：Timberhill Township）為位在美國堪薩斯州波旁縣的鎮區。2010年美国人口普查中該鎮區人口有217人。

## 地理
廷伯希爾鎮區涵蓋面積92.9平方（35.9平方英里），境內設有一座城市：梅普爾頓。

### 墓園
根據美國地質調查局的資料，此鎮區擁有3座墓園：
- 代頓墓園（Dayton Cemetery）
- 莫里斯墓園（Morris Cemetery）
- 諾斯韋墓園（Northway Cemetery）

### 溪流
通過此鎮區的溪流有：
- 小歐塞奇河
- 貝克支流（Baker Branch）
- Opossum溪
- 里根支流（Reagan Branch）
- Tippie溪

## 人口統計
根據2010年美國人口普查，廷伯希爾鎮區人口有217人，人口密度為2.33人/平方公里。此鎮區居民之種族有98.62%為白人；0%為非裔美洲人；0%為美洲原住民；0.46%為亞洲人；0%為太平洋島民；0%為其他種族；另外有0.92%為混血種族。而西班牙裔或拉丁裔美洲人佔此鎮區人口的0.46%。

## 外部連結
- City-Data.com （页面存档备份，存于）
- Bourbon County Maps: Current （页面存档备份，存于）, Historic Collection （页面存档备份，存于）